# Liste der Star-Trek-Romane/Raumschiff Enterprise
Dieser Artikel gibt einen Überblick über die Romane und Anthologien, die im fiktiven Universum der ersten Star-Trek-Fernsehserie Raumschiff Enterprise handeln. Alle anderen Star-Trek-Romane und -Anthologien sind in einem separaten Artikel aufgeführt (→ Liste der Star-Trek-Romane).

## Titelübersicht, gruppiert nach US-Verlagen

### Bantam Books
Die Bände des Verlags wurden auf Deutsch in drei verschiedenen Verlagen und vier verschiedenen Buchreihen veröffentlicht; teils unvollständig. Die Bücher erschienen 1972 zunächst bei Williams und im Pabel-Moewig-Verlag. Da die Serie zum Zeitpunkt der Übersetzung noch nicht im deutschen Fernsehen ausgestrahlt worden war, weichen die Übersetzungen einiger Begriffe ab, die später durch die Synchronisation etabliert wurden. So sprach man beispielsweise von Phasen-Waffen statt von Handphasern und der Spitzname „Bones“ des Enterprise-Schiffsarztes McCoy wurde noch nicht mit „Pille“ übertragen; sondern teilweise mit „Doc“ wiedergegeben. Für die Veröffentlichung im Goldmann-Verlag wurden die Übersetzungen nochmals überarbeitet und teilweise an die TV-Synchronisation angepasst; einige Bände wurden auch komplett neu übersetzt.

#### 1967 bis 1975
| Sprache     | Englisch        | Englisch     |      | Deutsch                                                | Deutsch                                                | Deutsch | Deutsch | Deutsch | |
| Verlag      | Bantam Books    | Bantam Books |      | Williams Verlag                                        | Williams Verlag                                        | Goldmann Verlag | Goldmann Verlag | Goldmann Verlag | |
| Reihentitel | Star Trek       | Star Trek    |      | Enterprise – Der preisgekrönte Welterfolg im Fernsehen | Enterprise – Der preisgekrönte Welterfolg im Fernsehen | Die Original-Abenteuer von Raumschiff Enterprise (1. Auflage), Die Original-Abenteuer von Star Trek: Raumschiff Enterprise (spätere Auflagen) | Die Original-Abenteuer von Raumschiff Enterprise (1. Auflage), Die Original-Abenteuer von Star Trek: Raumschiff Enterprise (spätere Auflagen) | Die Original-Abenteuer von Raumschiff Enterprise (1. Auflage), Die Original-Abenteuer von Star Trek: Raumschiff Enterprise (spätere Auflagen) | |
| Autor(en)   | Titel           | Veröff.      | Anz. | Nr.                                                    | Veröff.                                                | Nr. | Titel | Veröff. | Bemerkungen |
| ----------- | --------------- | ------------ | ---- | ------------------------------------------------------ | ------------------------------------------------------ | --- | --- | --- | --- |
| James Blish | Star Trek       | Jan. 1967    | 7    | 1                                                      | 1972                                                   | 1 | Der unwirkliche McCoy | 1985 | Nacherzählungen der Episoden 2, 9, 1, 14, 4, 8, 13                                                                               |
| James Blish | Star Trek 2     | Feb. 1968    | 8    | 2                                                      | 1972                                                   | 2 | Strafplanet Tantalus | 1986 | Nacherzählungen der Episoden 18, 23, 19, 26, 20, 29, 28, 22                                                                      |
| James Blish | Star Trek 3     | Apr. 1969    | 7    | 3                                                      | 1972                                                   | 3 | Spock läuft Amok | 1986 | Nacherzählungen der Episoden 44, 61, 35, 55, 33, 40, 30                                                                          |
| James Blish | Spock Must Die! | Feb. 1970    | 1    | 7                                                      | 1972                                                   | 12 | Spock muss sterben! | 1988 | |
| James Blish | Star Trek 4     | Apr. 1971    | 6    | 4                                                      | 1972                                                   | 4 | Das Silikonmonster | 1986 | Nacherzählungen der Episoden 78, 25, 39, 0, 57, 46                                                                               |
| James Blish | Star Trek 5     | Feb. 1972    | 7    | 5                                                      | 1972                                                   | 5 | Der Asylplanet | 1987 | Nacherzählungen der Episoden 69, 64, 70, 24, 79, 74, 75                                                                          |
| James Blish | Star Trek 6     | Apr. 1972    | 6    | 6                                                      | 1972                                                   | 6 | Die Lichter von Zhetar | 1987 | Nacherzählungen der Episoden 77, 73, 34, 51, 76, 71                                                                              |
| James Blish | Star Trek 7     | Juli 1972    | 6    | 8 und 9                                                | 1972                                                   | 7 | Das Paradies-Syndrom | 1987 | Nacherzählungen der Episoden 31, 32, 58, 38, 41, 68. Für die Williams-Ausgabe auf zwei Bände mit je drei Geschichten aufgeteilt. |
| James Blish | Star Trek 8     | Nov. 1972    | 6    | 10 und 11                                              | 1973                                                   | 8 | Der Doppelgänger | 1987 | Nacherzählungen der Episoden 56, 5, 36, 3, 43, 63. Für die Williams-Ausgabe auf zwei Bände mit je drei Geschichten aufgeteilt.   |
| James Blish | Star Trek 9     | Aug. 1973    | 6    | 12 und 13                                              | 1973                                                   | 9 | Rückkehr zum Morgen | 1988 | Nacherzählungen der Episoden 49, 53, 72, 42, 21, 47. Für die Williams-Ausgabe auf zwei Bände mit je drei Geschichten aufgeteilt. |
| James Blish | Star Trek 10    | Feb. 1974    | 6    |                                                        |                                                        | 10 | Ein kleiner Privatkrieg | 1988 | Nacherzählungen der Episoden 27, 67, 16, 60, 48, 52                                                                              |
| James Blish | Star Trek 11    | Apr. 1975    | 6    |                                                        |                                                        | 11 | Der Tag der Taube | 1988 | Nacherzählungen der Episoden 7, 17, 66, 54, 62, 65                                                                               |

#### 1976 bis 1981
| Sprache                                     | Englisch                 | Englisch     |      | Deutsch                     | Deutsch                       | Deutsch                     | Deutsch | Deutsch | Deutsch | |
| Verlag                                      | Bantam Books             | Bantam Books |      | Pabel-Moewig Verlag         | Pabel-Moewig Verlag           | Pabel-Moewig Verlag         | Goldmann Verlag | Goldmann Verlag | Goldmann Verlag | |
| Reihentitel                                 | Star Trek                | Star Trek    |      | Terra Science Fiction Roman | Terra Science Fiction Roman   | Terra Science Fiction Roman | Die Original-Abenteuer von Raumschiff Enterprise (1. Auflage), Die Original-Abenteuer von Star Trek: Raumschiff Enterprise (spätere Auflagen) | Die Original-Abenteuer von Raumschiff Enterprise (1. Auflage), Die Original-Abenteuer von Star Trek: Raumschiff Enterprise (spätere Auflagen) | Die Original-Abenteuer von Raumschiff Enterprise (1. Auflage), Die Original-Abenteuer von Star Trek: Raumschiff Enterprise (spätere Auflagen) | |
| Autor(en)                                   | Titel                    | Veröff.      | Anz. | Nr.                         | Titel                         | Veröff.                     | Nr. | Titel | Veröff. | Bemerkungen                                                                                         |
| ------------------------------------------- | ------------------------ | ------------ | ---- | --------------------------- | ----------------------------- | --------------------------- | --- | --- | --- | --------------------------------------------------------------------------------------------------- |
| Sondra Marshak, Myrna Culbreath (Hrsg.)     | The New Voyages          | März 1976    | 8    |                             |                               |                             | 14 | Klingonen-Gambit | 1989 | Bantam-Ausgabe enthält auch ein Gedicht.                                                            |
| Theodore R. Cogswell, Charles A. Spano jun. | Spock, Messiah!          | Sep. 1976    | 1    | 296                         | Der falsche Prophet           | 1978                        | 17 | Spock, Messias | 1990 | Die Übersetzung des Pabel-Moewig-Verlages wurde für die Veröffentlichung bei Goldmann überarbeitet. |
| Sondra Marshak, Myrna Culbreath             | The Price of the Phoenix | Juli 1977    | 1    | 333                         | Der Preis der Unsterblichkeit | 1980                        | 18 | Wie Phoenix aus der Asche | 1990 | Das Buch wurde für die Veröffentlichung im Goldmann-Verlag komplett neu übersetzt.                  |
| Joe Haldeman                                | Planet of Judgment       | Aug. 1977    | 1    | 325                         | Duell der Mächtigen           | 1980                        | 24 | Grenze zur Unendlichkeit | 1991 | Das Buch wurde für die Veröffentlichung im Goldmann-Verlag komplett neu übersetzt.                  |
| James Blish, J. A. Lawrence                 | Star Trek 12             | Nov. 1977    | 5    | 305                         | Die Enterprise im Orbit       | 1978                        | 13 | Jenseits der Sterne | 1989 | Nacherzählungen der Episoden 50, 45, 59, 10, 15. Pabel-Moewig-Ausgabe enthält nur 4 Geschichten.    |
| Sondra Marshak, Myrna Culbreath (Hrsg.)     | The New Voyages 2        | Jan. 1978    | 8    |                             |                               |                             | 15 | Galaxis in Gefahr! | 1989 | Bantam-Ausgabe enthält auch zwei Gedichte.                                                          |
| J. A. Lawrence                              | Mudd’s Angels            | Mai 1978     | 3    |                             |                               |                             | 16 | Die falschen Engel | 1990 | Enthält die Nacherzählungen der Episoden 6 und 37 sowie eine weitere Geschichte.                    |
| Kathleen Sky                                | Vulcan!                  | Sep. 1978    | 1    | 317                         | Mission auf Arachnae          | 1979                        | 25 | Die Expertin | 1992 | Das Buch wurde für die Veröffentlichung im Goldmann-Verlag komplett neu übersetzt.                  |
| Gordon Eklund                               | The Starless World       | Nov. 1978    | 1    | 368                         | Im Kern der Galaxis           | 1985                        | 27 | Welt ohne Sterne | 1992 | Das Buch wurde für die Veröffentlichung im Goldmann-Verlag komplett neu übersetzt.                  |
| Stephen Goldin                              | Trek to Madworld         | Jan. 1979    | 1    | 328                         | Das private Universum         | 1980                        | 20 | Gefangene des Wahnsinns | 1990 | Das Buch wurde für die Veröffentlichung im Goldmann-Verlag komplett neu übersetzt.                  |
| Joe Haldeman                                | World Without End        | Feb. 1979    | 1    | 323                         | Welt ohne Sterne              | 1979                        | 21 | Welt ohne Ende | 1991 | Das Buch wurde für die Veröffentlichung im Goldmann-Verlag komplett neu übersetzt.                  |
| Sondra Marshak, Myrna Culbreath             | The Fate of the Phoenix  | Mai 1979     | 1    | 338                         | Der Fluch des Phönix          | 1981                        | 22 | Das Phoenix-Verfahren | 1991 | Das Buch wurde für die Veröffentlichung im Goldmann-Verlag komplett neu übersetzt.                  |
| Gordon Eklund                               | Devil World              | Nov. 1979    | 1    |                             |                               |                             | 19 | Der Teufelsplanet | 1990 | |
| Jack C. Haldeman II                         | Perry’s Planet           | Feb. 1980    | 1    | 366                         | Captain Perrys Planet         | 1985                        | 28 | Perrys Planet | 1992 | Das Buch wurde für die Veröffentlichung im Goldmann-Verlag komplett neu übersetzt.                  |
| David Gerrold                               | The Galactic Whirlpool   | Okt. 1980    | 1    | 346                         | Der galaktische Mahlstrom     | 1981                        | 26 | Zwischen den Welten | 1992 | Das Buch wurde für die Veröffentlichung im Goldmann-Verlag komplett neu übersetzt.                  |
| Kathleen Sky                                | Death’s Angel            | Apr. 1981    | 1    |                             |                               |                             | 23 | Planet der blauen Blumen | 1991 | |

#### Deutsche Ausgaben im Pabel-Moewig Verlag
| Deutsch                                   | Deutsch                                   | Deutsch                                   | Deutsch                                   | Deutsch                                   | Deutsch                                         |
| Pabel-Moewig Verlag                       | Pabel-Moewig Verlag                       | Pabel-Moewig Verlag                       | Pabel-Moewig Verlag                       | Pabel-Moewig Verlag                       | Pabel-Moewig Verlag                             |
| Reihe: Terra Astra Science Fiction Romane | Reihe: Terra Astra Science Fiction Romane | Reihe: Terra Astra Science Fiction Romane | Reihe: Terra Astra Science Fiction Romane | Reihe: Terra Astra Science Fiction Romane | Reihe: Terra Astra Science Fiction Romane       |
|                                           |                                           |                                           | Unterreihe                                | Unterreihe                                |                                                 |
| Nr.                                       | Buchtitel                                 | Jahr                                      | Nr.                                       | Reihentitel                               | Anzahl der Geschichten aus dem jew. Bantam-Buch |
| ----------------------------------------- | ----------------------------------------- | ----------------------------------------- | ----------------------------------------- | ----------------------------------------- | ----------------------------------------------- |
| 213                                       | Wettlauf mit der Zeit                     | 1975                                      | 1                                         | Die Abenteuer der Enterprise              | 5 aus Star Trek                                 |
| 216                                       | Unternehmen Vernichtung                   | 1975                                      | 2                                         | Die Abenteuer der Enterprise              | 6 aus Star Trek 2                               |
| 219                                       | Die Maschine des jüngsten Gerichts        | 1975                                      | 3                                         | Die Abenteuer der Enterprise              | 5 aus Star Trek 3                               |
| 222                                       | Die Reise nach Babel                      | 1975                                      | 4                                         | Die Abenteuer der Enterprise              | 4 aus Star Trek 4                               |
| 225                                       | Wen die Götter zerstören                  | 1975                                      | 5                                         | Die Abenteuer der Enterprise              | 4 aus Star Trek 5                               |
| 228                                       | Die Lichter Zetars                        | 1975                                      | 6                                         | Die Abenteuer der Enterprise              | 4 aus Star Trek 6                               |
| 232                                       | Duell der Träume                          | 1976                                      | 7                                         | Enterprise                                | 1 (Spock Must Die!)                             |
| 235                                       | Das Paradies-Syndrom                      | 1976                                      | 8                                         | Enterprise                                | 3 aus Star Trek 7                               |
| 238                                       | Metamorphose                              | 1976                                      | 9                                         | Enterprise                                | 3 aus Star Trek 7                               |
| 241                                       | Spocks Gehirn                             | 1976                                      | 10                                        | Enterprise                                | 3 aus Star Trek 8                               |
| 244                                       | Neuland                                   | 1976                                      | 11                                        | Enterprise                                | 3 aus Star Trek 8                               |
| 247                                       | Rückkehr ins Morgen                       | 1976                                      | 12                                        | Enterprise                                | 3 aus Star Trek 9                               |
| 250                                       | Spocks Mission                            | 1976                                      | 13                                        | Enterprise                                | 3 aus Star Trek 9                               |
| 254                                       | Stadt am Rand der Ewigkeit                | 1976                                      | 14                                        | Enterprise                                | je 2 aus Star Trek und Star Trek 2              |
| 261                                       | Spock läuft Amok                          | 1976                                      | 15                                        | Enterprise                                | je 2 aus Star Trek 3 und Star Trek 4            |
| 268                                       | Die Straße nach Eden                      | 1976                                      | 16                                        | Enterprise                                | 3 aus Star Trek 5 und 1 aus Star Trek 6         |
| 272                                       | Sieben von der Galileo                    | 1976                                      | 17                                        | Enterprise                                | 3 aus Star Trek 10                              |
| 279                                       | Omega IV                                  | 1976                                      | 18                                        | Enterprise                                | 3 aus Star Trek 10                              |
| 285                                       | Der Junker von Gothos                     | 1977                                      | 19                                        | Enterprise                                | 3 aus Star Trek 11                              |
| 293                                       | Brot und Spiele                           | 1977                                      | 20                                        | Enterprise                                | 3 aus Star Trek 11                              |
| 306                                       | Schnittpunkt im All                       | 1977                                      | 21                                        | Enterprise                                | 4 aus The New Voyages                           |
| 311                                       | Die geflügelten Träumer                   | 1977                                      | 22                                        | Enterprise                                | 3 aus The New Voyages                           |

### Whitman Publishing
Als einziger Star-Trek-Roman des US-Verlages Whitman Publishing und zugleich als erster Star-Trek-Roman überhaupt erschien 1968 der als Jugendroman herausgegebene und von Mack Reynolds verfasste Roman Mission to Horatius. Auf Deutsch veröffentlichte ihn 1970 der Franz Schneider Verlag unter dem Titel Notruf aus dem All erstmals.
| Sprache       | Englisch            | Englisch           | Deutsch                | Deutsch                | |
| Verlag        | Whitman Publishing  | Whitman Publishing | Franz Schneider Verlag | Franz Schneider Verlag | |
| Autor         | Titel               | Veröff.            | Titel                  | Veröff.                | Bemerkung |
| ------------- | ------------------- | ------------------ | ---------------------- | ---------------------- | --- |
| Mack Reynolds | Mission to Horatius | 1968               | Notruf aus dem All     | 1970                   | Auf Englisch im Jahr 1999 durch Pocket Books wiederveröffentlicht. Auf Deutsch im Jahr 2000 in einer neuen Übersetzung durch Heel veröffentlicht. |

### Simon-&-Schuster-Imprints

#### Jugendromane
Die Geschichten in diesen Bänden richten sich an Jugendliche. Die von William Rotsler verfassten Bände erschienen beim Pocket-Books-Imprint Wanderer Books.
| Sprache                             | Englisch                                                  | Englisch  | Englisch | Englisch          |                   | |
| Autor(en)                           | Buchtitel                                                 | Veröff.   | NiM      | Miniserie         | Jahr der Handlung | Bemerkungen |
| ----------------------------------- | --------------------------------------------------------- | --------- | -------- | ----------------- | ----------------- | --- |
| William Rotsler                     | Star Trek II – Short Stories                              | Dez. 1982 |          |                   |                   | Enthält sechs Kurzgeschichten, die auf dem zweiten Kinofilm Der Zorn des Khan basieren: - The Blaze of Glory - Under Twin Moons - Wild Card - The Secret Empire - Intelligence Test - To Wherever                    |
| William Rotsler                     | Star Trek II: Distress Call                               | Dez. 1982 |          |                   |                   | Der Leser kann den Verlauf der Geschichte teilweise selbst bestimmen. |
| William Rotsler                     | Star Trek III: The Search for Spock – Short Stories       | Juni 1984 |          |                   | 2285              | Enthält fünf Kurzgeschichten, die auf dem dritten Kinofilm Auf der Suche nach Mr. Spock basieren: - The Azphari Enigma - The Jungles of Memory - A Vulcan, A Klingon, and an Angel - World’s End - As Old As Forever |
| William Rotsler                     | Star Trek III: The Search for Spock – The Vulcan Treasure | Juni 1984 |          |                   |                   | Der Leser kann den Verlauf der Geschichte teilweise selbst bestimmen. |
| Peter Lerangis                      | The Voyage Home                                           | Dez. 1986 |          |                   | 2286, 1986        | Romanfassung des vierten Kinofilms Zurück in die Gegenwart |
| Brad Strickland, Barbara Strickland | Crisis on Vulcan                                          | Aug. 1996 | 1        | Starfleet Academy | 2247              | |
| John Vornholt                       | Aftershock                                                | Sep. 1996 | 2        | Starfleet Academy | 2250              | |
| Diane Carey                         | Cadet Kirk                                                | Okt. 1996 | 3        | Starfleet Academy | 2250–2252         | |

#### 1979 bis 1991
| Sprache                                        | Englisch     | Englisch                        | Englisch     | Deutsch | Deutsch                           | Deutsch |                   | |
| Verlag                                         | Pocket Books | Pocket Books                    | Pocket Books | Heyne   | Heyne                             | Heyne   |                   | |
| Autor                                          | Nr.          | Titel                           | Veröff.      | Nr.     | Titel                             | Veröff. | Jahr der Handlung | Bemerkung |
| ---------------------------------------------- | ------------ | ------------------------------- | ------------ | ------- | --------------------------------- | ------- | ----------------- | --- |
| Gene Roddenberry                               | 1            | The Motion Picture              | Dez. 1979    | 41      | Der Film                          | 1992    | 2273              | Romanfassung des ersten Kinofilms Der Film, auf Deutsch erstmals im Pabel-Moewig Verlag 1980 innerhalb der Buchreihe Playboy SF erschienen. Diese deutsche Ausgabe enthält einige, gegenüber der deutschen Synchronfassung des Filmes abweichende, Übertragungen ins Deutsche, so etwa „Herr Kapitän“ statt „Captain“. Heyne veröffentlichte den Roman 1992 mit der Nummer 41 als eine überarbeitete Übersetzung. |
| Vonda N. McIntyre                              | 2            | The Entropy Effect              | Juni 1981    | 2       | Der Entropie-Effekt               | 1983    | 2270              | |
| Robert E. Vardeman                             | 3            | The Klingon Gambit              | Okt. 1981    | 3       | Das Klingonen-Gambit              | 1983    | 2268              | |
| Howard Weinstein                               | 4            | The Covenant of the Crown       | Dez. 1981    | 9       | Die Macht der Krone               | 1986    | 2276              | |
| Sondra Marshak, Myrna Culbreath                | 5            | The Prometheus Design           | März 1982    | 10      | Das Prometheus-Projekt            | 1987    | 2274              | |
| G. Harry Stine                                 | 6            | The Abode of Life               | Mai 1982     | 4       | Hort des Lebens                   | 1984    | 2270              | |
| Vonda N. McIntyre                              | 7            | The Wrath of Khan               | Juli 1982    | 1       | Der Zorn des Khan                 | 1982    | 2285              | Romanfassung des zweiten Kinofilms Der Zorn des Khan |
| Sonni Cooper                                   | 8            | Black Fire                      | Jan. 1983    | 7       | Schwarzes Feuer                   | 1986    | 2270              | |
| Sondra Marshak, Myrna Culbreath                | 9            | Triangle                        | März 1983    | 11      | Tödliches Dreieck                 | 1987    | 2274              | |
| M. S. Murdock                                  | 10           | Web of the Romulans             | Juni 1983    | 6       | Das Netz der Romulaner            | 1985    | 2267              | |
| Ann C. Crispin                                 | 11           | Yesterday’s Son                 | Aug. 1983    | 12      | Sohn der Vergangenheit            | 1987    | 2270              | In höherer Auflage auf Englisch als erstes Buch der 2-teiligen Miniserie The Yesterday Saga erschienen. |
| Robert E. Vardeman                             | 12           | Mutiny on the Enterprise        | Okt. 1983    | 8       | Meuterei auf der Enterprise       | 1986    | 2268              | |
| Diane Duane                                    | 13           | The Wounded Sky                 | Dez. 1983    | 13      | Der verwundete Himmel             | 1987    | 2275              | |
| David Dvorkin                                  | 14           | The Trellisane Confrontation    | Feb. 1984    | 14      | Die Trellisane-Konfrontation      | 1988    | 2269              | |
| Greg Bear                                      | 15           | Corona                          | Apr. 1984    | 16      | Corona                            | 1988    | 2270              | |
| John M. Ford                                   | 16           | The Final Reflection            | Mai 1984     | 17      | Der letzte Schachzug              | 1988    | versch.           | In höherer Auflage auf Englisch als erstes Buch der 2-teiligen Miniserie Worlds Apart erschienen. |
| Vonda N. McIntyre                              | 17           | The Search for Spock            | Juni 1984    | 5       | Auf der Suche nach Mr. Spock      | 1984    | 2285              | Romanfassung des dritten Kinofilms Auf der Suche nach Mr. Spock |
| Diane Duane                                    | 18           | My Enemy, My Ally               | Juli 1984    | 18      | Der Feind – mein Verbündeter      | 1988    | 2275              | In höherer Auflage auf Englisch als erstes Buch der Miniserie Rihannsu erschienen. |
| Melinda Snodgrass                              | 19           | The Tears of the Singers        | Sep. 1984    | 19      | Die Tränen der Sänger             | 1989    | 2270              | |
| Jean Lorrah                                    | 20           | The Vulcan Academy Murders      | Nov. 1984    | 20      | Mord an der Vulkan-Akademie       | 1989    | 2267              | |
| Janet Kagan                                    | 21           | Uhura’s Song                    | Jan. 1985    | 21      | Uhuras Lied                       | 1989    | 2268              | |
| Laurence Yep                                   | 22           | Shadow Lord                     | März 1985    | 22      | Herr der Schatten                 | 1989    | 2266              | |
| Barbara Hambly                                 | 23           | Ishmael                         | Mai 1985     | 23      | Ishmael                           | 1990    | 2267              | |
| Della van Hise                                 | 24           | Killing Time                    | Juli 1985    | 25      | Zeit zu töten                     | 1990    | 2269              | |
| Margaret Wander Bonanno                        | 25           | Dwellers in the Crucible        | Sep. 1985    | 26      | Geiseln für den Frieden           | 1990    | 2281              | |
| Majliss Larson                                 | 26           | Pawns and Symbols               | Nov. 1985    | 27      | Das Faustpfand der Klingonen      | 1990    | 2270              | |
| J. M. Dillard                                  | 27           | Mindshadow                      | Jan. 1986    | 28      | Bewusstseinsschatten              | 1991    | 2270              | |
| Brad Ferguson                                  | 28           | Crisis on Centaurus             | März 1986    | 29      | Krise auf Centaurus               | 1991    | 2269              | |
| Diane Carey                                    | 29           | Dreadnought!                    | Mai 1986     | 30      | Das Schlachtschiff                | 1991    | 2270              | |
| Diane Carey                                    | 31           | Battlestations!                 | Nov. 1986    | 33      | Der Verräter                      | 1991    | 2270              | |
| J. M. Dillard                                  | 30           | Demons                          | Juli 1986    | 31      | Dämonen                           | 1991    | 2270              | |
| Vonda N. McIntyre                              |              | Enterprise: The First Adventure | Sep. 1986    |         | Die erste Mission                 | 1989    | 2264              | Bei Heyne als erster Band innerhalb der Miniserie Die Anfänge erschienen. |
| Vonda N. McIntyre                              |              | The Voyage Home                 | Dez. 1986    | 15      | Zurück in die Gegenwart           | 1987    | 2286              | Romanfassung des vierten Kinofilms Zurück in die Gegenwart |
| Gene DeWeese                                   | 32           | Chain of Attack                 | Feb. 1987    | 34      | Zwischen den Fronten              | 1991    | 2270              | |
| Howard Weinstein                               | 33           | Deep Domain                     | Apr. 1987    | 36      | Akkalla                           | 1992    | 2278              | |
| Carmen Carter                                  | 34           | Dreams of the Raven             | Juni 1987    | 37      | McCoys Träume                     | 1992    | 2268              | |
| Margaret Wander Bonanno                        |              | Strangers from the Sky          | Juli 1987    |         | Fremde vom Himmel                 | 1990    | versch.           | Bei Heyne mit der Nr. 2 innerhalb der Miniserie Die Anfänge erschienen. |
| Diane Duane, Peter Morwood                     | 35           | The Romulan Way                 | Aug. 1987    | 38      | Die Romulaner                     | 1992    | 2276              | In höherer Auflage auf Englisch als zweites Buch der Miniserie Rihannsu erschienen. |
| John M. Ford                                   | 36           | How Much for Just the Planet?   | Okt. 1987    | 39      | Was kostet dieser Planet?         | 1992    | 2268              | In höherer Auflage auf Englisch als zweites Buch der 2-teiligen Miniserie Worlds Apart erschienen. |
| J. M. Dillard                                  | 37           | Bloodthirst                     | Dez. 1987    | 40      | Blutdurst                         | 1992    | 2269              | |
| Diane Carey                                    |              | Final Frontier                  | Jan. 1988    |         | Die letzte Grenze                 | 1990    | 2243/67           | Bei Heyne mit der Nr. 3 innerhalb der Miniserie Die Anfänge erschienen. |
| Jean Lorrah                                    | 38           | The IDIC Epidemic               | Feb. 1988    | 43      | Die UMUK-Seuche                   | 1992    | 2267              | |
| Ann C. Crispin                                 | 39           | Time for Yesterday              | Apr. 1988    | 44      | Zeit für gestern                  | 1993    | 2285              | In höherer Auflage auf Englisch als zweites Buch der 2-teiligen Miniserie The Yesterday Saga erschienen. |
| David Dvorkin                                  | 40           | Timetrap                        | Juni 1988    | 45      | Die Zeitfalle                     | 1993    | 2287              | |
| Barbara Paul                                   | 41           | The Three-Minute Universe       | Aug. 1988    | 46      | Das Drei-Minuten-Universum        | 1993    | 2269              | |
| Diane Duane                                    |              | Spock’s World                   | Sep. 1988    | 32      | Spocks Welt                       | 1995    | 2275              | |
| Judith Reeves-Stevens, Garfield Reeves-Stevens | 42           | Memory Prime                    | Okt. 1988    | 47      | Das Zentralgehirn                 | 1993    | 2269              | |
| Gene DeWeese                                   | 43           | The Final Nexus                 | Dez. 1988    | 48      | Nexus                             | 1993    | 2269              | |
| D. C. Fontana                                  | 44           | Vulcan’s Glory                  | Feb. 1989    | 49      | Vulkans Ruhm                      | 1993    | 2253              | |
| Michael Jan Friedman                           | 45           | Double, Double                  | Apr. 1989    | 51      | Das Doppelgänger-Komplott         | 1994    | 2268              | |
| J. M. Dillard                                  |              | The Final Frontier              | Juni 1989    | 24      | Am Rande des Universums           | 1989    | 2287              | Romanfassung des fünften Kinofilms Am Rande des Universums |
| Judy Klass                                     | 46           | The Cry of the Onlies           | Okt. 1989    | 52      | Der Boaco-Zwischenfall            | 1994    | 2269              | |
| J. M. Dillard                                  |              | The Lost Years                  | Okt. 1989    | 35      | Die verlorenen Jahre              | 1992    | 2270/71           | Englische Ausgabe wird in höheren Auflagen als erstes Buch der Miniserie Lost Years Saga gezählt. |
| Julia Ecklar                                   | 47           | The Kobayashi Maru              | Dez. 1989    | 53      | Kobayashi Maru                    | 1994    | 2273              | |
| Peter Morwood                                  | 48           | Rules of Engagement             | Feb. 1990    | 54      | Angriff auf Dekkanar              | 1994    | 2278              | |
| Carolyn Clowes                                 | 49           | The Pandora Principle           | Apr. 1990    | 55      | Das Pandora-Prinzip               | 1994    | 2281              | |
| Diane Duane                                    | 50           | Doctor’s Orders                 | Juni 1990    | 57      | Die Befehle des Doktors           | 1995    | 2276              | |
| Judith Reeves-Stevens, Garfield Reeves-Stevens |              | Prime Directive                 | Sep. 1990    | 50      | Die erste Direktive               | 1993    | 2269              | |
| V. E. Mitchell                                 | 51           | Enemy Unseen                    | Okt. 1990    | 58      | Der unsichtbare Gegner            | 1995    | 2273              | |
| Dana Kramer-Rolls                              | 52           | Home Is the Hunter              | Dez. 1990    | 59      | Der Prüfstein ihrer Vergangenheit | 1995    | 2273              | |
| Barbara Hambly                                 | 53           | Ghost-Walker                    | Feb. 1991    | 60      | Der Kampf ums nackte Überleben    | 1995    | 2270              | |
| Brad Ferguson                                  | 54           | A Flag Full of Stars            | Apr. 1991    | 61      | Eine Flagge voller Sterne         | 1995    | 2272              | Englische Ausgabe wird als zweiter Teil der Miniserie Lost Years Saga gezählt. |
| Gene DeWeese                                   | 55           | Renegade                        | Juni 1991    | 62      | Die Kolonie der Abtrünnigen       | 1995    | 2269              | |
| Michael Jan Friedman                           | 56           | Legacy                          | Aug. 1991    | 63      | Späte Rache                       | 1996    | 2268              | |
| Peter David                                    | 57           | The Rift                        | Nov. 1991    | 64      | Der Riss im Kontinuum             | 1996    | 2287              | |

#### 1992 bis 2002
|                                                       | Englisch | Englisch                                  | Englisch  | Englisch                 |     | Deutsch | Deutsch                                         | Deutsch | Deutsch | Deutsch                |                   |                                                                  |
| Autor                                                 | Nr.      | Titel                                     | Veröff.   | Miniserie                | NiM | Nr.     | Titel                                           | V       | Veröff. | Miniserie              | Jahr der Handlung | Bemerkung                                                        |
| ----------------------------------------------------- | -------- | ----------------------------------------- | --------- | ------------------------ | --- | ------- | ----------------------------------------------- | ------- | ------- | ---------------------- | ----------------- | ---------------------------------------------------------------- |
| J. M. Dillard                                         |          | The Undiscovered Country                  | Jan. 1992 |                          |     | 42      | Das unentdeckte Land                            | H       | 1992    |                        | 2293              | Romanfassung des sechsten Kinofilms Das unentdeckte Land         |
| Michael Jan Friedman                                  | 58       | Faces of Fire                             | März 1992 |                          |     | 65      | Gesichter aus Feuer                             | H       | 1996    |                        | 2269              |                                                                  |
| Margaret Wander Bonanno                               |          | Probe                                     | Apr. 1992 |                          |     |         | Die Sonde                                       | VGS     | 1996    |                        | 2287              | Durch Heyne im Jahr 2000 mit der Nummer 75 wiederveröffentlicht. |
| Peter David, Michael Jan Friedman, Robert Greenberger | 59       | The Disinherited                          | Mai 1992  |                          |     | 66      | Die Enterbten                                   | H       | 1996    |                        | 2267              |                                                                  |
| L. A. Graf                                            | 60       | Ice Trap                                  | Juli 1992 |                          |     | 67      | Die Eisfalle                                    | H       | 1996    |                        | 2275              |                                                                  |
| John Vornholt                                         | 61       | Sanctuary                                 | Sep. 1992 |                          |     | 68      | Zuflucht                                        | H       | 1997    |                        | 2269              |                                                                  |
| L. A. Graf                                            | 62       | Death Count                               | Nov. 1992 |                          |     | 69      | Der Saboteur                                    | H       | 1997    |                        | 2275              |                                                                  |
| Diane Carey                                           |          | Best Destiny                              | Nov. 1992 |                          |     | 76      | Kirks Bestimmung                                | H       | 1998    |                        | 2293              |                                                                  |
| Melissa Crandall                                      | 63       | Shell Game                                | Feb. 1993 |                          |     | 70      | Die Geisterstation                              | H       | 1997    |                        | 2275              |                                                                  |
| Mel Gilden                                            | 64       | The Starship Trap                         | Apr. 1993 |                          |     | 71      | Die Raumschiff-Falle                            | H       | 1997    |                        | 2269              |                                                                  |
| V. E. Mitchell                                        | 65       | Windows on a Lost World                   | Juni 1993 |                          |     | 72      | Tore auf einer toten Welt                       | H       | 1997    |                        | 2268              |                                                                  |
| Victor Milan                                          | 66       | From the Depths                           | Aug. 1993 |                          |     | 73      | Aus Okeanos’ Tiefen                             | H       | 1997    |                        | 2270              |                                                                  |
| Michael Jan Friedman                                  |          | Shadows on the Sun                        | Aug. 1993 |                          |     | 56      | Schatten auf der Sonne                          | H       | 1995    |                        | 2293              |                                                                  |
| Diane Carey                                           | 67       | The Great Starship Race                   | Okt. 1993 |                          |     | 74      | Das grosse Raumschiffrennen                     | H       | 1997    |                        | 2269              |                                                                  |
| L. A. Graf                                            | 68       | Firestorm                                 | Jan. 1994 |                          |     | 77      | Feuersturm                                      | H       | 1997    |                        | 2273              |                                                                  |
| Dave Stern                                            |          | Transformations                           | Feb. 1994 | A Captain Sulu Adventure |     |         |                                                 |         |         |                        | 2314              | Nur als Hörbuch.                                                 |
| Ann C. Crispin                                        |          | Sarek                                     | März 1994 |                          |     | 78      | Sarek                                           | H       | 1998    |                        | 2293              |                                                                  |
| Simon Hawke                                           | 69       | The Patrian Transgression                 | Apr. 1994 |                          |     | 79      | Die Terroristen von Patria                      | H       | 1998    |                        | 2268              |                                                                  |
| L. A. Graf                                            | 70       | Traitor Winds                             | Juni 1994 | Lost Years Saga          | 3   | 82      | Ein Sumpf von Intrigen                          | H       | 1998    |                        | 2271              |                                                                  |
| J. J. Molloy                                          |          | Cacophony                                 | Sep. 1994 | A Captain Sulu Adventure |     |         |                                                 |         |         |                        | 2291              | Nur als Hörbuch.                                                 |
| Barbara Hambly                                        | 71       | Crossroad                                 | Sep. 1994 |                          |     | 81      | Kreuzwege                                       | H       | 1998    |                        | 2270              |                                                                  |
| Howard Weinstein                                      | 72       | The Better Man                            | Dez. 1994 |                          |     | 83      | McCoys Tochter                                  | H       | 1998    |                        | 2275              |                                                                  |
| J. M. Dillard                                         |          | Generations                               | Dez. 1994 |                          |     | 80      | Generationen                                    | H       | 1995    |                        | 2293/2371         | Romanfassung des siebten Kinofilms Treffen der Generationen      |
| J. M. Dillard                                         | 73       | Recovery                                  | März 1995 | Lost Years Saga          | 4   | 85      | Sabotage                                        | H       | 1998    |                        | 2273              |                                                                  |
| L. A. Graf                                            |          | Envoy                                     | Apr. 1995 | A Captain Sulu Adventure |     |         |                                                 |         |         |                        | 2291              | Nur als Hörbuch.                                                 |
| Denny Martin Flynn                                    | 74       | The Fearful Summons                       | Juli 1995 |                          |     | 86      | Der Coup der Promethaner                        | H       | 1999    |                        | 2293              |                                                                  |
| Diane Carey, Dr. James Kirkland                       | 75       | First Frontier                            | Aug. 1995 |                          |     | 87      | Keine Spur von Menschen                         | H       | 1999    |                        | 2268              |                                                                  |
| Peter David                                           | 76       | The Captain’s Daughter                    | Dez. 1995 |                          |     | 91      | Die Tochter des Captain                         | H       | 1998    |                        | 2294              |                                                                  |
| Dean Wesley Smith, Kristine Kathryn Rusch             | 78       | The Rings of Tautee                       | Mai 1996  |                          |     | 93      | Die Ringe von Tautee                            | H       | 1999    |                        | 2268              |                                                                  |
| Diane Carey                                           | 79       | First Strike                              | Juli 1996 | Invasion                 | 1   | 94      | Der Erstschlag                                  | H       | 1998    | Invasion               | 2267              |                                                                  |
| Jerry Oltion                                          | 77       | Twilight’s End                            | Jan. 1996 |                          |     | 5       | Das Ende der Dämmerung                          | CC      | 2014    |                        | 2267              |                                                                  |
| Theodore Sturgeon, James Gunn                         | 80       | The Joy Machine                           | Sep. 1996 |                          |     | 6       | Die Glücksmaschine                              | CC      | 2014    |                        | 2267              |                                                                  |
| Jerry Oltion                                          | 81       | Mudd in Your Eye                          | Jan. 1997 |                          |     | 4       | Der Friedensstifter                             | CC      | 2013    |                        | 2267              |                                                                  |
| John Vornholt                                         | 82       | Mind Meld                                 | Juni 1997 |                          |     |         |                                                 |         |         |                        | 2293              |                                                                  |
| Josepha Sherman, Susan Shwartz                        |          | Vulcan’s Forge                            | Aug. 1997 |                          |     |         |                                                 |         |         |                        | 2296              |                                                                  |
| Dean Wesley Smith, Kristine Kathryn Rusch             |          | Treaty’s Law                              | Okt. 1997 | Day of Honor             | 4   | 102     | Das Gesetz des Verrats                          | H       | 1999    | Tag der Ehre           | 2268              |                                                                  |
| Pamela Sargent, George Zebrowski                      | 83       | Heart of the Sun                          | Nov. 1997 |                          |     |         |                                                 |         |         |                        | 2267              |                                                                  |
| Greg Cox                                              | 84       | Assignment: Eternity                      | Jan. 1998 |                          |     |         |                                                 |         |         |                        | 2269/93           |                                                                  |
| L. A. Graf                                            |          | War Dragons                               | Juni 1998 | The Captain’s Table      | 1   |         |                                                 |         |         |                        | 2290              |                                                                  |
| Jerry Oltion                                          |          | Where Sea Meets Sky                       | Okt. 1998 | The Captain’s Table      | 6   |         |                                                 |         |         |                        | 2256/66           |                                                                  |
| Michael Jan Friedman                                  | 85       | Republic                                  | Jan. 1999 | My Brother’s Keeper      | 1   |         |                                                 |         |         |                        | 2265              |                                                                  |
| Michael Jan Friedman                                  | 86       | Constitution                              | Jan. 1999 | My Brother’s Keeper      | 2   |         |                                                 |         |         |                        | 2265              |                                                                  |
| Michael Jan Friedman                                  | 87       | Enterprise                                | Jan. 1999 | My Brother’s Keeper      | 3   |         |                                                 |         |         |                        | 2265              |                                                                  |
| Pamela Sargent, George Zebrowski                      | 88       | Across the Universe                       | Okt. 1999 |                          |     |         |                                                 |         |         |                        | 2267              |                                                                  |
| Diane Carey                                           | 89       | Wagon Train to the Stars                  | Juni 2000 | New Earth                | 1   |         |                                                 |         |         |                        | 2279              |                                                                  |
| Dean Wesley Smith, Diane Carey                        | 90       | Belle Terre                               | Juni 2000 | New Earth                | 2   |         |                                                 |         |         |                        | 2279              |                                                                  |
| L. A. Graf                                            | 91       | Rough Trails                              | Juli 2000 | New Earth                | 3   |         |                                                 |         |         |                        | 2279              |                                                                  |
| Kathy Oltion, Jerry Oltion                            | 92       | The Flaming Arrow                         | Juli 2000 | New Earth                | 4   |         |                                                 |         |         |                        | 2279              |                                                                  |
| Kristine Kathryn Rusch, Dean Wesley Smith             | 93       | Thin Air                                  | Aug. 2000 | New Earth                | 5   |         |                                                 |         |         |                        | 2279              |                                                                  |
| Diane Carey                                           | 94       | Challenger                                | Aug. 2000 | New Earth                | 6   |         |                                                 |         |         |                        | 2279              |                                                                  |
| Diane Duane                                           | 95       | Swordhunt                                 | Okt. 2000 | Rihannsu                 | 3   |         |                                                 |         |         |                        | 2276              |                                                                  |
| Diane Duane                                           | 96       | Honor Blade                               | Okt. 2000 | Rihannsu                 | 4   |         |                                                 |         |         |                        | 2276              |                                                                  |
| S. D. Perry                                           |          | Cloak                                     | Juli 2001 | Section 31               | 3   |         | Der dunkle Plan                                 | H       | 2002    | Sektion 31             | 2268              |                                                                  |
| Susan Wright                                          |          | One Small Step                            | Aug. 2001 | Gateways                 | 1   |         |                                                 |         |         |                        | 2268              |                                                                  |
| Greg Cox                                              |          | The Rise and Fall of Khan Noonien Singh 1 | Juli 2001 | The Eugenics Wars        | 1   |         | Der Aufstieg und Fall des Khan Noonien Singh I  | CC      | 2015    | Die Eugenischen Kriege | 2270, 20. Jh.     |                                                                  |
| Greg Cox                                              |          | The Rise and Fall of Khan Noonien Singh 2 | Apr. 2002 | The Eugenics Wars        | 2   |         | Der Aufstieg und Fall des Khan Noonien Singh II | CC      | 2015    | Die Eugenischen Kriege | 2270, 20. Jh.     |                                                                  |
| Dayton Ward                                           | 97       | In the Name of Honor                      | Jan. 2002 |                          |     |         |                                                 |         |         |                        | 2279/87           |                                                                  |
| L. A. Graf                                            |          | Present Tense                             | Juni 2002 | The Janus Gate           | 1   |         |                                                 |         |         |                        | 2266              |                                                                  |
| L. A. Graf                                            |          | Future Imperfect                          | Juni 2002 | The Janus Gate           | 2   |         |                                                 |         |         |                        | 2266              |                                                                  |
| L. A. Graf                                            |          | Past Prologue                             | Juli 2002 | The Janus Gate           | 3   |         |                                                 |         |         |                        | 2266              |                                                                  |
| Christie Golden                                       |          | The Last Roundup                          | Juli 2002 |                          |     |         |                                                 |         |         |                        | 2293              |                                                                  |
| Kevin Ryan                                            |          | The Edge of the Sword                     | Juli 2002 | Errand of Vengeance      | 1   |         |                                                 |         |         |                        | 2266              |                                                                  |
| Kevin Ryan                                            |          | Killing Blow                              | Juli 2002 | Errand of Vengeance      | 2   |         |                                                 |         |         |                        | 2266              |                                                                  |
| Kevin Ryan                                            |          | River of Blood                            | Aug. 2002 | Errand of Vengeance      | 3   |         |                                                 |         |         |                        | 2266              |                                                                  |

#### Seit 2003
| Sprache                          | Englisch                                          | Englisch                    | Englisch                    |     | Deutsch    | Deutsch                            | Deutsch    | Deutsch    |                   | |
| Verlag                           | Pocket Books, Gallery Books                       | Pocket Books, Gallery Books | Pocket Books, Gallery Books |     | Cross Cult | Cross Cult                         | Cross Cult | Cross Cult |                   | |
| Autor                            | Titel                                             | Veröff.                     | Miniserie                   | NiM | Nr.        | Titel                              | Veröff.    | Miniserie  | Jahr der Handlung | Bemerkung |
| -------------------------------- | ------------------------------------------------- | --------------------------- | --------------------------- | --- | ---------- | ---------------------------------- | ---------- | ---------- | ----------------- | --- |
| Mike W. Barr                     | Gemini                                            | Feb. 2003                   |                             |     |            |                                    |            |            | 2267              | |
| Pamela Sargent, George Zebrowski | Garth of Izar                                     | März 2003                   |                             |     |            |                                    |            |            | 2270              | |
| Tony Isabella, Bob Ingersoll     | The Case of the Colonist’s Corpse                 | Jan. 2004                   |                             |     |            |                                    |            |            | 2267              | |
| Greg Cox                         | To Reign in Hell: The Exile of Khan Noonien Singh | Jan. 2005                   |                             |     |            |                                    |            |            | 2287 u. a.        | |
| Christopher L. Bennett           | Ex Machina                                        | Jan. 2005                   |                             |     |            |                                    |            |            | 2273              | |
| Kevin Ryan                       | Seeds of Rage                                     | Apr. 2005                   | Errand of Fury              | 1   |            |                                    |            |            | 2267              | |
| Kevin Ryan                       | Demands of Honor                                  | Jan. 2007                   | Errand of Fury              | 2   |            |                                    |            |            | 2267              | |
| Kevin Ryan                       | Sacrifices of War                                 | Jan. 2009                   | Errand of Fury              | 3   |            |                                    |            |            | 2267              | |
| Margaret Wander Bonanno          | Burning Dreams                                    | Aug. 2006                   |                             |     |            |                                    |            |            | 2258              | |
| Marco Palmieri (Hrsg.)           | Constellations                                    | Sep. 2006                   |                             |     |            |                                    |            |            | 2266–2270         | Enthält zwölf Kurzgeschichten. \| Autor \| Titel \| \| -------------------------- \| ------------------------------- \| \| Dayton Ward, Kevin Dilmore \| First, Do No Harm \| \| Robert Greenberger \| The Landing Party \| \| Howard Weinstein \| Official Record \| \| Jeff Bond \| Fracture \| \| Stuart Moore \| Chaotic Response \| \| Christopher L. Bennett \| As Others See Us \| \| Jill Sherwin \| See No Evil \| \| Dave Galanter \| The Leader \| \| William Leisner \| Ambition \| \| Kevin Lauderdale \| Devices and Desires \| \| Jeffrey Lang \| Where Everybody Knows Your Name \| \| Allyn Gibson \| Make-Believe \| |
| Diane Duane                      | The Empty Chair                                   | Nov. 2006                   | Rihannsu                    |     |            |                                    |            |            | 2290              | Gilt als fünfter und letzter Band der Miniserie Rihannsu. |
| Dayton Ward, Kevin Dilmore       | Things Fall Apart                                 | Aug. 2006                   | Mere Anarchy                | 1   |            |                                    |            |            | 2264              | Nur als E-Book. |
| Mike W. Barr                     | The Centre Cannot Hold                            | Sep. 2006                   | Mere Anarchy                | 2   |            |                                    |            |            | 2267              | Nur als E-Book. |
| Dave Galanter                    | Shadows of the Indignant                          | Okt. 2006                   | Mere Anarchy                | 3   |            |                                    |            |            | 227?              | Nur als E-Book. |
| Christopher L. Bennett           | The Darkness Drops Again                          | Feb. 2007                   | Mere Anarchy                | 4   |            |                                    |            |            | 227?              | Nur als E-Book. |
| Howard Weinstein                 | The Blood-Dimmed Tide                             | März 2007                   | Mere Anarchy                | 5   |            |                                    |            |            | 2289              | Nur als E-Book. |
| Margaret Wander Bonanno          | Its Hour Come Round                               | Apr. 2007                   | Mere Anarchy                | 6   |            |                                    |            |            | 2293              | Nur als E-Book. |
| David R. George III.             | McCoy – Provenance of Shadows                     | Okt. 2006                   | Crucible                    | 1   | 1          | McCoy – Die Herkunft der Schatten  | Dez. 2011  | Feuertaufe | 2267              | |
| David R. George III.             | Spock – The Fire and the Rose                     | Dez. 2006                   | Crucible                    | 2   | 2          | Spock – Das Feuer und die Rose     | Feb. 2012  | Feuertaufe | 2267              | |
| David R. George III.             | Kirk – The Star to Every Wandering                | Feb. 2007                   | Crucible                    | 3   | 3          | Kirk – Der Leitstern des Verirrten | Mai 2012   | Feuertaufe | 2267              | |
| Dave Galanter                    | Troublesome Minds                                 | Mai 2009                    |                             |     |            |                                    |            |            | 2268              | |
| S. D. Perry                      | Inception                                         | Jan. 2010                   |                             |     |            |                                    |            |            | 2261              | |
| Margaret Wander Bonanno          | Unspoken Truth                                    | Apr. 2010                   |                             |     |            |                                    |            |            | 2264–2287         | |
| Dave Stern                       | The Children of Kings                             | Mai 2010                    |                             |     |            |                                    |            |            | versch.           | |
| Steve Mollmann, Michael Schuster | A Choice of Catastrophes                          | Juli 2011                   |                             |     |            |                                    |            |            | 2268              | |
| James Swallow                    | Cast No Shadow                                    | Sep. 2011                   |                             |     |            |                                    |            |            | 2270–2300         | |
| Greg Cox                         | The Rings of Time                                 | Jan. 2012                   |                             |     |            |                                    |            |            | 2270              | |
| Dayton Ward                      | That Which Divides                                | Feb. 2012                   |                             |     |            |                                    |            |            | 2269              | |
| David R. George III.             | Allegiance in Exile                               | Jan. 2013                   |                             |     |            |                                    |            |            | 2269/70           | |
| Tony Daniel                      | Devil’s Bargain                                   | Feb. 2013                   |                             |     |            |                                    |            |            | 2269              | |
| Greg Cox                         | The Weight of Worlds                              | März 2013                   |                             |     |            | Das Gewicht der Welten             | Feb. 2018  |            | 2269              | |
| Jeff Mariotte                    | The Folded World                                  | Apr. 2013                   |                             |     |            |                                    |            |            | 2267              | |
| William Leisner                  | The Shocks of Adversity                           | Mai 2013                    |                             |     |            | Die Stürme der Widrigkeiten        | Feb. 2017  |            | 2268              | |
| Dayton Ward                      | From History’s Shadow                             | Juli 2013                   |                             |     |            |                                    |            |            | 2268              | |
| Greg Cox                         | No Time Like the Past                             | Feb. 2014                   |                             |     | 7          | Früher war alles besser            | Feb. 2016  |            | 2270              | |
| Michael A. Martin                | Seasons of Light and Darkness                     | Apr. 2014                   |                             |     |            |                                    |            |            | 2285              | Nur als E-Book. |
| Jeff Mariotte                    | Serpents in the Garden                            | Apr. 2014                   |                             |     |            |                                    |            |            | 2273              | |
| Scott Pearson                    | The More Things Change                            | Juli 2014                   |                             |     |            |                                    |            |            | 2274              | Nur als E-Book. |
| Greg Cox                         | Foul Deeds Will Rise                              | Nov. 2014                   |                             |     |            |                                    |            |            | 2288              | |
| Tony Daniel                      | Savage Trade                                      | März 2015                   |                             |     |            |                                    |            |            | 2269              | |
| Scott Harrison                   | Shadow of the Machine                             | März 2015                   |                             |     |            |                                    |            |            | 2273              | Nur als E-Book. |
| Dave Galanter                    | Crisis of Consciousness                           | Mai 2015                    |                             |     |            |                                    |            |            | 2267              | |
| Greg Cox                         | Child of Two Worlds                               | Dez. 2015                   |                             |     |            |                                    |            |            | 2255              | |
| Greg Cox                         | Miasma                                            | Feb. 2016                   |                             |     |            | Miasma                             | Sep. 2016  |            | 2290              | Einzeln nur als E-Book. Gedruckt als Teil des Bandes 3 Captains, 3 Geschichten. |
| James Swallow                    | The Latter Fire                                   | März 2016                   |                             |     |            |                                    |            |            | 2270              | |
| Dayton Ward                      | Elusive Salvation                                 | Mai 2016                    |                             |     |            |                                    |            |            | 2283              | |
| Greg Cox                         | Captain to Captain                                | Juli 2016                   | Legacies                    | 1   |            | Von einem Captain zum anderen      | Dez. 2020  | Legacies   | 2267              | |
| David Alan Mack                  | Best Defense                                      | Aug. 2016                   | Legacies                    | 2   |            | Die beste Verteidigung             | Dez. 2020  | Legacies   | 2267/68           | |
| Dayton Ward, Kevin Dilmore       | Purgatory’s Key                                   | Sep. 2016                   | Legacies                    | 3   |            | Der Schlüssel zur Hölle            | Dez. 2020  | Legacies   | 2268              | |
| Christopher L. Bennett           | The Face of the Unknown                           | Jan. 2017                   |                             |     |            |                                    |            |            | 2269              | |
| Christopher L. Bennett           | The Captain’s Oath                                | Mai 2019                    |                             |     |            |                                    |            |            | 2262/65           | |
| Greg Cox                         | The Antares Maelstrom                             | Aug. 2019                   |                             |     |            |                                    |            |            | 2265–2270         | |
| Christopher L. Bennett           | The Higher Frontier                               | März 2020                   |                             |     |            |                                    |            |            |                   | |
| Dayton Ward                      | Agents of Influence                               | Juni 2020                   |                             |     |            |                                    |            |            |                   | |
| Greg Cox                         | A Contest of Principles                           | Nov. 2020                   |                             |     |            |                                    |            |            |                   | |
| Christopher L. Bennett           | Living Memory                                     | Juni 2021                   |                             |     |            |                                    |            |            |                   | |
| David Alan Mack                  | Harm's Way                                        | Dez. 2022                   |                             |     |            |                                    |            |            |                   | |
| Autor                            | Titel                                             |                             |                             |     |            |                                    |            |            |                   | |
| Dayton Ward, Kevin Dilmore       | First, Do No Harm                                 |                             |                             |     |            |                                    |            |            |                   | |
| Robert Greenberger               | The Landing Party                                 |                             |                             |     |            |                                    |            |            |                   | |
| Howard Weinstein                 | Official Record                                   |                             |                             |     |            |                                    |            |            |                   | |
| Jeff Bond                        | Fracture                                          |                             |                             |     |            |                                    |            |            |                   | |
| Stuart Moore                     | Chaotic Response                                  |                             |                             |     |            |                                    |            |            |                   | |
| Christopher L. Bennett           | As Others See Us                                  |                             |                             |     |            |                                    |            |            |                   | |
| Jill Sherwin                     | See No Evil                                       |                             |                             |     |            |                                    |            |            |                   | |
| Dave Galanter                    | The Leader                                        |                             |                             |     |            |                                    |            |            |                   | |
| William Leisner                  | Ambition                                          |                             |                             |     |            |                                    |            |            |                   | |
| Kevin Lauderdale                 | Devices and Desires                               |                             |                             |     |            |                                    |            |            |                   | |
| Jeffrey Lang                     | Where Everybody Knows Your Name                   |                             |                             |     |            |                                    |            |            |                   | |
| Allyn Gibson                     | Make-Believe                                      |                             |                             |     |            |                                    |            |            |                   | |